# Кохинхинский пиастр
Кохинхинский пиастр (фр. Piastre cochinchinoise, Piastre de commerce) — денежная единица французской колонии Кохинхина в 1878—1886 годах.

## История
В результате подписания в 1862 году Сайгонского договора Франция аннексировала несколько вьетнамских провинций, составивших французскую колонию Кохинхина. Использование французского франка в колонии было затруднено, так как франк был основан на золотом стандарте, а в Индокитае и на сопредельных с ним территориях преобладал серебряный стандарт. Во Вьетнаме также широко использовались медные, бронзовые и цинковые монеты с отверстием, образцом для которых служил китайский цянь.
Выпуск колониальных монет начат в 1878 году. Первыми монетами французской Кохинхины стали французские монеты в один сантим, отчеканенные на монетном дворе в Бордо в 1875 году, в которых на сайгонском арсенале были проделаны отверстия, превращавшие тем самым сантимы в монеты в один сапек.
24 декабря того же 1878 года был принят закон, объявлявший денежной единицей всех французских владений в Индокитае (Кохинхина, Аннам и Тонкин) индокитайский пиастр, право выпуска которого было предоставлено частному французскому Банку Индокитая. Пиастр должен был соответствовать серебряному мексиканскому песо и иметь 24,4935 г чистого серебра. Однако выпуск индокитайского пиастра задерживался, а выпуск монет для Кохинхины был продолжен.
В 1879 году монеты для французской Кохинхины начал чеканить Парижский монетный двор. Были выпущены монеты:
- 2 сапека (бронза): 1879, 1885;
- 1 цент (бронза): 1879, 1884, 1885;
- 10 центов (серебро 900): 1879, 1884, 1885;
- 20 центов (серебро 900): 1879, 1884, 1885;
- 50 центов (серебро 900): 1879, 1884, 1885;
- 1 пиастр (серебро 900): 1885 — отчеканено только 100 экземпляров качеством пруф.

На всех монетах — обозначение Парижского монетного двора — буква «A».
22 декабря 1886 года индокитайский пиастр был выпущен в обращение. Чеканка монет для Кохинхины была прекращена.

## Галерея

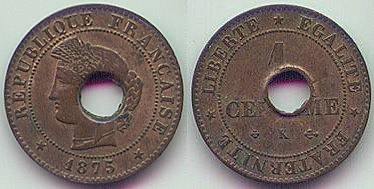
1 сапек (из 1 сантима 1875 года)
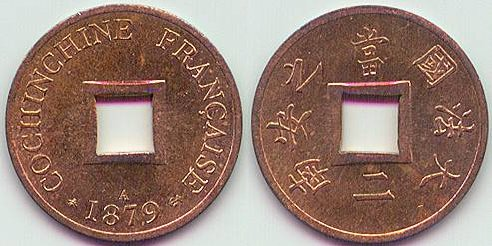
2 сапека 1879 года